# Локатор (Apple)
Локатор (англ. Find My) — служба для отслеживания геопозиции устройств компании Apple, представленная в сентябре 2019 года для iOS 13. Использует фреймворк «MapKit» для картографического интерфейса.

## Описание
Служба представляет из себя набор функционально схожих приложений и веб-сервисов. Предустановленное приложение на устройствах с iOS, iPadOS и macOS, а так же набор приложений для watchOS фактически являются слиянием ранее используемых устройствами Apple приложений, таких как «Найти устройства» и «Найти друзей». Обладает картографическим интерфейсом.

### Сеть локатора
Устройство, подключенное к интернету, может просто сообщить о своей геопозиции через iCloud. Сеть локатора же позволяет найти пропавшее устройство, даже если в момент поиска оно не подключено к интернету и/или выключено. Сеть работает без подключения к интернету, отправляя сигналы Bluetooth с пропавшего устройства, распознаваемые устройствами Apple, которые находятся поблизости. Затем эти устройства передают данные о геопозиции пропавшего устройства в iCloud, благодаря чему, владелец пропавшего устройства может найти его с помощью приложения локатора. В поиске может участвовать любое устройство с iOS, iPadOS и macOS, на котором в настройках локатора включен офлайн-поиск. В течение всего процесса поиска все личные данные всех участников поиска не раскрываются и остаются защищены.

## Использование
Локатор позволяет отслеживать геопозицию, отмечать статус пропавшего устройства, получать уведомления о забытой вещи, стирать, и воспроизводить звуковой сигнал на устройствах Apple, связанных одной учётной записью, включая AirPods и Apple AirTag. Частично работает с некоторыми вещами сторонних производителей. Также позволяет начать делиться и отслеживать геопозицию устройств Apple, контактов пользователя, выбрав срок отправки геопозиции. Функция «Последняя геопозиция» отправляет последнюю геопозицию устройства Apple в iCloud при низком заряде аккумуляторе.

### Приложение в iCloud
Полная функциональность поиска устройств, связанных одной учётной записью Apple, доступна в веб-сервисе iCloud. Интерфейс веб-приложения основан на картографическом сервисе Apple Maps.

### Приложение для iPhone и iPad
Было добавлено впервые 19 сентября 2019 года в версию операционной системы iOS 13. Приложение является предустановленным, но не интегрированным, то есть подлежит удалению с устройства. Интегрированной частью является системная служба, обеспечивающая работу поиска и стирания устройства с помощью других устройств, связанных одной учётной записью Apple, настраивается в настройках iCloud устройства.

### Приложение для компьютеров Mac
Приложение было добавлено в операционную систему macOS Catalina 7 октября 2019 года. Включает в себя полную функциональность приложения для мобильных операционных систем.

### Локатор для Apple Watch
Дизайн приложения для watchOS претерпевал немало изменений с каждой следующей версией операционной системы. Представляет из себя набор из следующих приложений: «Найти устройства», «Найти вещи» и «Найти людей».

### Взаимодействие с вещами сторонних производителей
Локатор позволяет добавить вещь некоторых сторонних производителей, работающих в сети локатора. Приложение позволяет отслеживать геопозицию, отмечать статус пропавшего устройства, получать уведомления об оставленной вещи и обновлять ПО этих вещей.

## Безопасность
Для защиты от слежки пользователь получает уведомление при длительном нахождении вблизи неизвестного устройства в сети локатора.
Процесс поиска потерянного устройства в сети локатора защищен сквозным шифрованием, анонимизирован и разработан таким образом, чтобы эффективно расходовать заряд аккумулятора и трафик данных.

### AppleCare+
Случаи потери или кражи рассматриваются сервисным обслуживанием AppleCare+ только в случае, если на потерянном устройстве активирована служба локатора.